# Catherine Néris
Catherine Néris (* 9. Juni 1962 in Paris) ist eine französische Politikerin der Parti socialiste.

## Leben
Néris war im Juni 2007 für den französischen Politiker Jean-Claude Fruteau in das Europäische Parlament nachgerückt. Sie gehörte als Abgeordnete dem Europäischen Parlament bis 2009 an. Dort war sie Mitglied im Ausschuss für Binnenmarkt und Verbraucherschutz.